# إدوارد هوبر
إدوارد هوبر (بالإنجليزية: Edward Hopper)‏ (22 يوليو 1882م - 15 مايو 1967م) رسام أمريكي واقعي يصور المشاهد العادية من حياة المدن. تصور لوحات هوبر الفنادق والقطارات والناس الوحيدين مجهولي الهوية في المدن الكبرى، وتجسد العزلة والصمت واغتراب الإنسان في المدينة، ويعتمد على التلاعب بالمساحات والضوء والظل واللون لخلق هذا البعد الدرامي. استوحى هوبر الشخصيات الأنثوية في لوحاته من زوجته جوزفين نيفيسون التي كانت زميلته في مدرسة الفنون.

## أعماله
من أكثر لوحات إدوارد هوبر شعبية لوحة «صقور في الليل»، رسمها في العام 1942، وتظهر أناسا في مطعم بوسط المدينة في ساعة متأخرة من الليل، أثرت في الفن الأمريكي حيث تمت محاكاتها وتقليدها في عدد من الأعمال الأدبية والسينمائية والغنائية والمسرحية.
رسم إدوارد هوبر لوحات «أناس في الشمس»، «منزل بجوار السكة الحديدية»، «حجرة في نيويورك»، «رحلة إلى الفلسفة»، «الشمس في الحجرة الفارغة»، «الصيف في المدينة»، «مقعد بالسيارة»، «غرفة في فندق»، «شمس الصباح»، «المطعم الآلي» و«فيلم في نيويورك».

## أقواله
«يمكن القول بشكل عام، أن أعظم مكان يمكن أن يتبوأه فن أمة ما، هو عندما يعكس طابع وشخصية ناسها».

## آراء النقاد

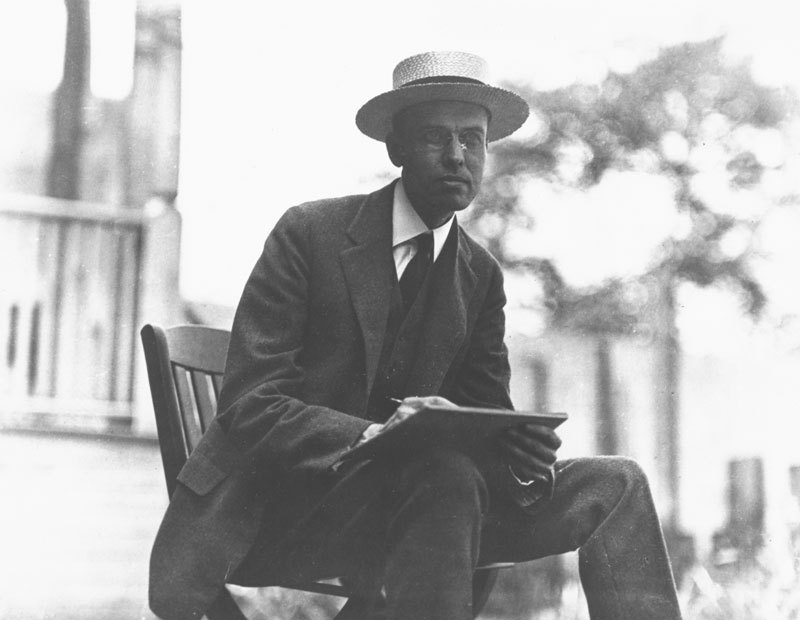
هوبر في باريس، 1907

قال أحد النقاد عن هوبر «لقد استطاع هوبر أن يجعل من واقعيته شيئا يفوق في جوهره أكثر اللوحات السريالية خيالا»[وصلة مكسورة].

## روابط خارجية
- إدوارد هوبر على موقع IMDb (الإنجليزية)
- إدوارد هوبر على موقع الموسوعة البريطانية (الإنجليزية)
- إدوارد هوبر على موقع ميوزك برينز (الإنجليزية)
- إدوارد هوبر على موقع إن إن دي بي (الإنجليزية)
- إدوارد هوبر على موقع ديسكوغز (الإنجليزية)
- إدوارد هوبر على موقع قاعدة بيانات الفيلم (الإنجليزية)

## اقرأ أيضا
- صقور الليل (لوحة)